# Particule (grammaire)
Pour les articles homonymes, voir Particule.
En linguistique, la particule est un élément de langue invariable traité de façons différentes dans les grammaires de diverses langues, et même par les diverses orientations linguistiques concernant la même langue.
Dans l’Antiquité, on appelait déjà particule tout mot invariable. Ce n’est que dans les années 1960 que des linguistes russes et allemands ont commencé à étudier les mots invariables qui ne sont pas des adverbes à fonction syntaxique de complément ni ne remplissent d’autres rôles syntaxiques, c’est-à-dire ne sont pas des prépositions ni des conjonctions. Avant ces études, ces mots, comme ils ne s’intégraient pas dans le système traditionnel des parties du discours, étaient considérés comme non recommandés du point de vue stylistique. Cependant, au fur et à mesure que la linguistique s’est orientée vers une approche pragmatique, ce sont ces mots qu’on a étudiés en tant que particules.
Par ailleurs, on a remarqué qu’il y a des langues pauvres en particules et des langues riches en tels mots. Le français se trouve parmi les premières et l’allemand, par exemple, parmi les dernières. C’est pourquoi, y compris dans les grammaires usuelles de l’allemand et d’autres langues, la particule dans son acception moderne est traitée comme une partie du discours à part, alors que dans celles du français ou du roumain, il n’est pas question de particules dans cette acception.

## La particule dans des grammaires où elle n’est pas prise en compte en tant que partie du discours
Dans certaines grammaires traditionnelles du français, par exemple Chevalier 1964, on appelle particules les éléments -ci et -là ajoutés aux pronoms démonstratifs et aux noms déterminés par des adjectifs démonstratifs, ex. celui-ci, ce garçon-là. Grevisse et Goosse 2007 mentionne que le terme particule est parfois employé pour l’ensemble des mots invariables ou, dans un sens plus restreint, pour les mots invariables de peu de volume et dépourvus d’accent tonique, ou seulement pour certains éléments difficiles à analyser dans des mots composés : -ci, -là, -da dans oui-da, etc..
Dans des grammaires traditionnelles du roumain, on considère la particule comme un segment invariable attaché à la fin d’un mot ou d’une forme fléchie, ou bien comme un élément de langue invariable de diverses origines, au corps phonétique réduit, attaché à un mot pour renforcer son sens. En roumain standard il y a deux tels éléments :
- la particule -a:
  - dans les adjectifs numeraux ordinaux : al doilea « le deuxième » ;
  - dans les pronoms démonstratifs et les formes postposés des adjectifs démonstratifs : acesta « celui-ci », copacul acesta « cet arbre-ci » ;
  - à la forme de génitif-datif du pronom interrogatif et relatif care : căruia « à qui, auquel » ;
  - dans les variantes de certains adverbes: aicea (variante de aici « ici »), atuncea (variante de atunci « alors »), acuma (variante de acum « maintenant » ;
- la particule -și – dans le pronom démonstratif d’identité : același « le même ».

## Délimitation de la particule en tant que partie du discours
La conception selon laquelle tous les mots invariables, c’est-à-dire les adverbes, les prépositions, les conjonctions et les interjections, sont des particules, est la plus ancienne et constitue son acception la plus large. Dans le sens le plus restreint, ne sont des particules que les mots à fonction modale qui, considérés seuls, ne répondent à aucune question. Entre ces deux conceptions il y a aussi diverses visions intermédiaires. Bussmann 1998, par exemple, mentionne lui aussi le sens large, traditionnel du terme, en y incluant d’autres mots invariables aussi, qui n’appartiennent à aucune de ces parties du discours. Dans le sens restreint du terme, il considère comme particules les interjections, les mots négatifs, les mots appelés particules modales, ceux appelés particules de gradation et les connecteurs.
Helbig 1994 mentionne également le sens large donné plus haut à la notion de particule. Dans le sens restreint qu’il lui donne, les particules sont des mots traditionnellement inclus parmi les parties du discours, mais qui dans certains contextes n’ont pas de fonction syntaxique au niveau du syntagme, de la phrase simple, de la proposition ou de la phrase complexe, mais seulement une fonction modale ou/et pragmatique. À côté des particules modales, il prend en compte d’autres types de particules aussi, qui correspondent à ce critère.
Crystal 2008 appelle particules les mots qui n’entrent pas dans les autres classes de mots invariables, en donnant comme exemples le mot anglais to identique à la préposition to mais utilisé en tant que marque de l’infinitif, le mot négatif not « non, ne », les mots employés avec les verbes dits phrasaux (come in « entrer », get up « se lever »), ainsi que les connecteurs, qu’il appelle aussi particules pragmatiques : you know « tu sais », I mean « je veux dire ».

### Particule et modalisateur
Certains linguistes incluent dans la classe des particules des mots invariables considérés par d’autres comme modalisateurs. Par exemple Čirgić 2010 le fait même en utilisant le terme correspondant modifikator en tant que synonyme du terme « particule modale ». D’autres n’emploient pas de terme à part mais incluent les modalisateurs dans la sous-classe des particules modales, d’autres encore incluent les modalisateurs parmi les particules en général, sans leur donner une appellation à part.
Iván Fónagy traite de mots semblables en se référant au français. Il appelle particules modales des mots qui fonctionnent tantôt comme adverbes, tantôt comme mots à fonction non pas syntaxique mais pragmatique, par exemple Je suis bien à Paris « À Paris je me trouve bien » (adverbe) vs. Je suis bien à Paris ? « Je suis effectivement à Paris ? » (particule modale). Il y a aussi des mots qui ont perdu leur sens d’adverbe et ne sont plus que des particules modales : Décidément, je n’ai pas de succès avec mon thé!. Le mot donc aussi est, dans certains de ses emplois, appelé particule modale par Fónagy 2006 (Taisez-vous donc à la fin !), et simplement particule par le TLFi : Va donc !
Dans la linguistique hongroise, le modalisateur a été considéré comme une partie du discours à part dès la fin des années 1960, et incluait ce qui a été délimité plus tard en tant que particule. Cette dernière est une partie du discours à part selon Kugler 2001, par exemple, qui distingue ces deux classes par leur degré d’autonomie différent. Son argument est que le modalisateur peut non seulement être inclus dans une phrase proprement-dite [(hu) Géza biztosan eltalálta a célt « Géza a sûrement atteint la cible »], mais aussi constituer un mot-phrase qui répond à une question totale, comme le font oui ou non : – Géza eltalálta a célt? – Biztosan. « – Est-ce que Géza a atteint la cible ? – Sûrement. » Par contre, la particule ne peut fonctionner ainsi, mais seulement incluse dans une phrase (voir des exemples plus bas).
D’autres auteurs aussi distinguent les particules des mots que d’autres appellent modalisateurs, en considérant que ces derniers sont des adverbes à part fonctionnant dans le cadre de la phrase sans déterminer un seul de ses éléments, mais en modifiant le sens de toute la phrase,,.

## Catégories de particules
La question de la classification des particules en tant que partie du discours à part, éventuellement en incluant les modalisateurs, est tout aussi complexe que leur délimitation, ce qui se reflète dans les propositions diverses des linguistes.

### Dans des grammaires de l’allemand
Dans des grammaires de cette langue on trouve en tant que sous-classes :
- des particules modales ou de nuance : Der ist vielleicht ein Spinner! « Celui-là est peut-être un fou ! »[26] ;
- des particules de gradation ou d’intensité : Sie hat sehr gut gespielt « Elle a très bien joué »[27] ;
- des particules comparatives : Er ist größer als/als wie/wie/wan ich « Il est plus grand que moi »[28] ;
- des particules de focalisation : Ich habe nur zwei Bonbons gegessen « Je n’ai mangé que deux bonbons »[29] ;
- des particules de réponse : Eben! « Exact ! »[30] ;
- des particules negatives : Ich habe ihn nicht gesehen « Je ne l’ai pas vu »[31] ;
- la particule d’infinitif : Sie begannen schön zu tanzen und singen « Ils ont commencé à bien danser et chanter »[32].

### Dans des grammairesBCMS[33]
Dans ces grammaires, certaines catégories de particules sont prises en compte par plusieurs auteurs mais il y a en aussi qui ne le sont que par l’un ou par l’autre. Catégories de particules :
- modales (Moldovan 1996 et Čirgić 2010 les nomment ainsi, le dernier les appelant également modifikatori, Barić 1997 et Klajn 2005 les décrivent seulement et en donnent des exemples) : On to, naravno, nije ni mogao znati « Naturellement, il ne pouvait même pas le savoir »[16] ;
- interrogatives (Moldovan, Barić, Klajn, Čirgić) : Dolaziš li sutra? « Tu viendras demain ? »[15] ;
- affirmatives (Moldovan, Barić, Klajn, Čirgić) : – Hoće li i oni śutra doći? – Da(, doći će)! « – Viendront-ils eux aussi demain ? – Oui(, ils viendront) ! »[34] ;
- négatives (Moldovan, Barić, Klajn, Čirgić) : Hvala, ne « Non, merci » (particule disjointe), Ne pušim « Je ne fume pas » (particule conjointe)[35] ;
- de renforcement (Moldovan, Barić, Klajn, Čirgić) : Putovao je čak u Kinu « Il a voyagé même en Chine »[16] ;
- impératives (Moldovan, Klajn, Čirgić) : Oni neka dođu! « Qu’ils viennent, eux ! »[36] ;
- présentatives (Moldovan, Klajn, Čirgić) : Eno starica pred vratima « Voilà la vieille femme devant la porte »[15] ;
- exprimant une possibilité de choix illimitée, l’indifférence ou une concession (Barić, Klajn, Čirgić) : ma gde « n’importe où », kako god « n’importe comment », bilo kakav « quel qu’il soit », makar koji « n’importe quel »[37] ; Što se god dogodi, vas se to ne tiče « Quoi qu’il arrive, vous, ça ne vous concerne pas »[16] ;
- limitatives (Moldovan, Čirgić) : Samo ti možeš da mi pomogneš « Toi seul peux m’aider »[38] ;
- exclamatives (Moldovan, Klajn) : Ala smo se lepo proveli! « Comme nous nous sommes bien amusés ! »[38] ;
- volitives (Moldovan, Klajn) :
  - en faveur du locuteur : Samo da mi se on vrati! « Pourvu qu’il revienne à moi ! »[15] ;
  - en faveur du destinataire (vœu) : Neka vam nova godina bila srećnija « Puisse la nouvelle année être plus heureuse pour vous »[37] ;
- de gradation : mnogo veći « beaucoup plus grand », malo gluv « un peu sourd », dosta dobro « assez bien », gotovo svi « presque tous »[36].

Barić 1997 et Klajn 2005 incluent parmi les particules les mots dits de remplissage, qui ne servent au locuteur qu’à gagner du temps, ou qui sont des tics de langage, par exemple : Bio sam tamo pa, ovaj, nisam vidio ništa « J’y suis allé et, euh, je n’ai rien vu ».
Čirgić 2010 traite comme une partie du discours à part les connecteurs, que Klajn 2005 inclut parmi les particules : Lekovi treba uzimati uz jelo. Naime, lekari kažu… « Il faut prendre les médicaments lors des repas. Précisément, les médecins disent… » (connecteur entre phrases indépendantes), Zbilja, šta je bilo s tvojom diplomom? « À propos, quid de ton diplôme ? » (mot de changement de sujet de conversation).
Čirgić 2010 inclut des syntagmes aussi parmi les particules : bez sumnje « sans aucun doute », na svu sreću « très heureusement ». Barić 1997 traite pareillement des syntagmes et des phrases : Vi to, na sreću, niste osjetili, ali ja, kažem vam, i te kako jesam « Vous, heureusement, vous n’avez pas senti ça, mais moi, je vous le dis, je l’ai senti, et comment ». Selon Moldovan et Radan 1996, une phrase non analysable aussi compte pour une particule si elle répond affirmativement à une question négative : – Zar ti ne dolaziš na utakmicu? – Kako da ne! Dolazim! « – Tu ne viens pas au match ? – Mais comment donc ! Je viens ! ».

### Dans des grammaires du hongrois
Dans la littérature de spécialité se rapportant au hongrois, on trouve également plusieurs espèces de particules. Kugler 1998, par exemple, en établit deux catégories principales, chacune avec plusieurs sous-catégories :
- particules modales-pragmatiques :
  - indicatrices des valeurs modales de base :

– interrogatives : Akkor holnap találkozunk, ugye? « Alors on se voit demain, n’est-ce pas ? » ;
– volitives : Bárcsak találkoznék Máriával! « Pourvu que je rencontre Mária ! » ;
– demandant la permission : Hadd repüljön el! « Laisse-le/la s’envoler ! » ;
- de nuance :

– de renforcement : Hallottam ám a dologról « J’ai bien entendu parler de ça, moi » ;
– d’atténuation : Neki ugyan mondhatod! « Tu peux toujours le lui dire ! » (sous-entendu «… c’est en vain ») ;
– de limitation : Éppenséggel ez is elképzelhető « Ça aussi est éventuellement imaginable » ;
– affectives : Gyere már! « Viens une bonne fois ! » ;
- particules prépositionnelles :
  - d’approximation : Mindössze két kilométert kell gyalogolnunk « Il faut marcher pas plus de deux kilomètres » ;
  - de gradation : Elég izgalmas « C’est assez excitant » ;
  - de mise en relief d’une partie de la phrase : Az üzletben csak a könyvet néztem meg « Dans le magasin, je n’ai regardé que le livre » vs. Az üzletben a könyvet csak megnéztem « Dans le magasin, j’ai juste regardé le livre » (sous-entendu «… je ne l’ai pas acheté »).

## Sources bibliographiques
- (ro) Avram, Mioara, Gramatica pentru toți [« Grammaire pour tous »], Bucarest, Humanitas, 1997  (ISBN 973-28-0769-5)
- (hu) Balogh, Dezső et al., A mai magyar nyelv kézikönyve [« Guide du hongrois d’aujourd’hui »], Bucarest, Kriterion, 1971
- (hr) Barić, Eugenija et al., Hrvatska gramatika [« Grammaire croate »], 2de édition revue, Zagreb, Školska knjiga, 1997  (ISBN 953-0-40010-1)
- (en) Bussmann, Hadumod (dir.), Dictionary of Language and Linguistics [« Dictionnaire de la langue et de la linguistique »], Londres – New York, Routledge, 1998  (ISBN 0-203-98005-0)(consulté le 28 mai 2018)
- Chevalier, Jean-Claude et al., Grammaire Larousse du français contemporain, Paris, Larousse, 1974,  (ISBN 2-03-070031-2)
- (cnr) Čirgić, Adnan ; Pranjković, Ivo ; Silić, Josip, Gramatika crnogorskoga jezika [« Grammaire du monténégrin »], Podgorica, Ministère de l’Enseignement et des Sciences du Monténégro, 2010,  (ISBN 978-9940-9052-6-2) (consulté le 28 mai 2018)
- (ro) Constantinescu-Dobridor, Gheorghe, Dicționar de termeni lingvistici [« Dictionnaire de termes linguistiques »], Bucarest, Teora, 1998; en ligne : Dexonline (DTL) (consulté le 28 mai 2018)
- (en) Crystal, David, A Dictionary of Linguistics and Phonetics [« Dictionnaire de linguistique et de phonétique »], 4e édition, Blackwell Publishing, 2008  (ISBN 978-1-4051-5296-9) (consulté le 9 avril 2023)
- Grevisse, Maurice et Goosse, André, Le Bon Usage. Grammaire française, Bruxelles, De Boeck Université, 2007, 14e édition,  (ISBN 978-2-8011-1404-9) (consulté le 9 avril 2023)
- (de) Helbig, Gerhard, Lexikon deutscher Partikeln [« Encyclopédie des particules allemandes »], 2e édition, Berlin, Langenscheidt, 1994
- (sr) Klajn, Ivan, Gramatika srpskog jezika [« Grammaire de la langue serbe »], Belgrade, Zavod za udžbenike i nastavna sredstva, 2005  (ISBN 86-17-13188-8) (consulté le 9 avril 2023)
- (hu) Kugler Nóra, « A partikula » [« La particule »], Magyar Nyelvőr, vol. 122, no 2, avril-juin 1998, p. 214-219 (consulté le 28 mai 2018)
- (hu) Kugler, Nóra, « Próbák és szempontok a módosítószók elhatárolásához » [« Tests et points de vue pour délimiter les modalisateurs »], Magyar Nyelvőr, vol. 125, no 2, avril-juin 2001, p. 233-241 (consulté le 28 mai 2018)
- (ro) Moldovan, Valentin et Radan, Milja N., Gramatika srpskog jezika. Morfologija. Gramatica limbii sârbe [« Grammaire du serbe. Morphologie »], Sedona, Timișoara, 1996  (ISBN 973-97457-4-1)
- (en) Möllering, Martina, « Teaching german modal particles: a corpus-based approach » [« Enseignement des particules modales allemandes. Approche basée sur des corpus »], Language Learning & Technology, vol. 5, no 3, 2001, p. 130-151 (consulté le 28 mai 2018)
- (hu) Nagy, Kálmán, Kis magyar nyelvtankönyv [« Petite grammaire du hongrois »], Bucarest, Kriterion, 1980
- (de) Öhl, Peter, « Verbpartikeln im deutschen Vorfeld – Variation und Restriktionen » [« Les particules verbales en perspective allemande »], communication au GGS 2009, Université de Leipzig, Institut de linguistique, 2009 (consulté le 28 mai 2018)
- (hu) Péteri, Attila, « Az árnyaló partikulák elhatárolásának problémája a magyar nyelvben » [« Problème de la délimitation des particules de nuance en hongrois »], Magyar Nyelvőr, vol. 125, no 1, 2001, janvier-mars, p. 94-102 (consulté le 28 mai 2018)
- (de) Weydt, Harald, Abtönungspartikel: die deutschen Modalwörter und ihre französischen Entsprechungen [« La particule de nuance : les mots modaux allemands et leurs correspondants français »], Bad Homburg, Gehlen, 1969